# IBM 3800
IBM 3800プリンター（IBMさんぜんはっぴゃく、英語: IBM 3800 Printer）はIBMが1975年に発表したレーザーを応用したラインプリンターで、その特徴は、
- IBMで初めてのレーザープリンター
- 連続用紙に印刷する初めてのレーザープリンター

であった。

## 最初のレーザープリンター
IBM 3800の開発は1969年に始まって、当時IBMはレーザープリンターの技術はなく、唯一それに近いものはIBMコピアであったが、毎月100万ページを印刷できる目標の技術には程遠かった。
IBM 3800は1976年に発表された最初のレーザープリンターであったが、1977年に発表されたゼロックスXerox 9700が最初であったともいえる。両者の違いは、前者が連続用紙を使ったのに対して、後者はカット・シートに印刷した。

## モデル

### IBM 3800モデル1
モデル1は1975年に発表、1976年に出荷した。縦が144ペル、横が180ペルで、毎分10,020～20,040行の速度で印刷できた。

### IBM 3800モデル2
モデル2は1979年のIBM漢字システムの拡張として発表されたもので、日本語が印刷できた。IBM 2245漢字プリンターの後継機種に当たる。

### その他のモデル
IBM 3800のその他のモデルにはモデル3（1982年）、モデル6（1987年）、モデル8（モデル6からアップグレードも可能）が発表された。モデル8はまたモデル2の後継機種に当たり、より多くの漢字をより高い精度で、早く印刷できた。

## 開発と製造
このプリンターシリーズはIBMサンノゼ（カリフォルニア州）で開発・製造されて、1890年にはIBMツーソン（アリゾナ州）へ移された。海外での製造はスウェーデンのIBMヤーファラ（Järfälla）工場でも行われた。

## 後継プリンター
IBM 3800プリンターの後継機種として、IBMは日立製作所とパートナーを組み、OEMとしてIBM 3900プリンターを1990年に発表、1991年に初出荷した。